# مركز الدراسات الإسلامية التابع لمجلس الشورى الإسلامي
مركز الدراسات الإسلامية التابع لمجلس الشورى الإسلامي جاء اقتراح تأسيسه من قِبل رئيس مجلس الشورى الإسلامي الإيراني علي لاريجاني، وبعد المصادقة عليه في هيئة رئاسة المجلس، تمّ استحداث هذا المركز بمدينة قم في عام 2010، وشرع بالعمل رسميّاً في عام 2011. يرأسه حاليا عطاء الله رفيعي آتاني.

## نبذة عن المركز
يحاول هذا المركز أن يكون وسيطا فعالا وذكية بين الحوزة العلمية ومجلس الشورى الإسلامي (البرلمان الإيراني)، فيعمل على دراسة مشاريع القوانين المرسلة إليه من البرلمان بهدف مطابقتها مع الشريعة الإسلامية والتشخيص المستمر للنواقص والمتطلبات الفقهية في مجال التشريع وسن القوانين وتقديم المقترحات العلمية والتنفيذية المناسبة لعرضها مجدداً على البرلمان.
من جانب آخر يسعى هذا المركز إلى التنظير في المجالات المتعلقة بعمله، خاصتا في مجال الفقه والقانون ويستعين في ذلك من كادر إنساني متخصص في عمله وبمشاركة من نخب حوزوية وجامعية، بهدف أسلمة عملية التشريع في البلاد في إطار من النموذج الاجتهادي.

## نشاطات وإنجازات علمية وبحثية
- الحلقات العلمية – وهي جلسات تخصصية تتشكل بمشاركة أساتذة من الحوزة العلمية ومختلف الجامعات الإيرانية والمتخصصين في موضوع تلك الحلقة؛ فتدرس مشاريع ومقترحات القوانين المرسلة من قبل مجلس الشورى الإسلامي إلى المركز؛ فإنه منهج يخلو من الكثير من الإشكالات التي تواجه المناهج الأخرى؛ فيه يجتمع الخبراء حول محور واحى، ويعملون على إبداء آرائهم بشكل تخصصي.
- الهيئة الفقهية - إنه كانت أهداف عديدة وراء مبادرة تشكيل هذه الهيئة منها «توفير ودعم وتعميق الجانب الفقهي في مقترحات القوانين ومشاريعها ونتائج البحوث المختلفة التي تجري حولها» وأيضا «تعزيز أواصر العلاقات بين المدارس الدينية والفقهاء والقانونيين من مختلف بلدان العالم الإسلامي» وأيضا «الرقي بقدرة مركز الدراسات في العلوم الفقهية والإنسانية»، فتشكلت هذه الهيئة بلجانها الخمسة المتخصصة في «الفقه السياسي – الاجتماعي» و«الفقه الاقتصادي» و«فقه الثقافة والفن» و«فقه القانون والجزاء» وأخيرا «فقه الأسرة».
- عقد المؤتمر الدولي للفقه والقانون:
  - انعقد المؤتمر في دورته الأولى في شهر ربيع الأول لعام 1433 هـ (فبراير عام 2012 م) بمدينة قم. ومن جانب آخر انعقدت اجتماعات المؤتمر العلمية والتخصصية.
  - انعقدت الدورة الثانية في شتاء عام 2012 م تحت شعار «العلاقة الجدلية بين الفقه والقانون».

## إصدارات المركز
- مجلة الدين والقانون:
  - مجلة يصدرها المركز باللغة الفارسية بهدف توصيل الدراسات المنجزة إلى المحققين والمعنيين بأمر التشريع وأيضا بهدف توصيل الدراسات المنجزة إلى المحققين والمعنيين بأمر التشريع وأيضا بهذه الخطوة يمكن للمركز استثمار الطاقات الموجودة لدى الخبراء والمثقفين وأساتذة المدارس الدينية والجامعات ونشرها بواسطة هذه المجلة.
- كتاب الفقه والقانون، تصورات ومقترحات ومعالجات منهجية:
  - يشتمل هذا الكتاب على مجموعة من الأوراق المقدمة إلى الدورة الأولى من المؤتمر الدولي للفقه والقانون من قبل علماء دين ومفكرين جامعيين من كافة أنحاء العالم الإسلامي باللغة العربية
- كتاب الفقه والقانون (باللغة الفارسية):
  - قد ترجمت تلك الأوراق المقدمة إلى الدورة الأولى من المؤتمر الدولي للفقه والقانونإلى اللغة الفارسية وطبعت بواسطة المركز في مجلد مستقل.

## اقرأ أيضا
- مركز دائرة المعارف الإسلامية الكبرى

## وصلات خارجية
موقع المركز